# Erik Upmark
Erik Gustaf Johan Upmark, född den 1 oktober 1904 i Uppsala, död 28 februari 1990, var en svensk ämbetsman och civilingenjör samt generaldirektör för Statens Järnvägar (SJ) åren 1949–1969.

## Biografi
Efter studentexamen i Uppsala 1922 utexaminerades Upmark 1927 från avdelningen för väg- och vattenbyggnad vid Kungliga Tekniska högskolan (KTH) i Stockholm och var 1927–1940 (från 1929 på halvtid) anställd vid AB Vattenbyggnadsbyrån. Han var biträdande sekreterare i Svenska vattenkraftföreningen 1929–1935, sekreterare och verkställande ledamot 1935–1948 (1929–1940 på halvtid) och styrelsesuppleant där. Han blev chef för Statens bränslekommissions planläggningsavdelning 1945, var dess ordförande och chef 1947–1948 samt slutligen generaldirektör och chef för Statens Järnvägar 1949–1969.
Upmark var ledamot av Statens krigsskyddsnämnd för kraftanläggningar 1942, kommittén angående åtgärder mot spekulation i vattenkraft 1942–1943, elkraftutredningen 1943 och elberedningen 1945. Han var ordförande i Internationella järnvägsunionen 1967–1968.
Upmark blev 1924 reservofficer med fänriks grad vid Upplands artilleriregemente (A5), 1926–1929 underlöjtnant där, 1940 löjtnant vid Norrbottens artillerikår (A5) och 1951 vid Bodens artilleriregemente (A8). Han invaldes som ledamot av Ingenjörsvetenskapsakademien 1949 och av Krigsvetenskapsakademien 1957. Han promoverades 1977 till hedersdoktor vid KTH.
Upmarks tid som generaldirektör är en av de viktigaste perioderna i SJ:s historia då mycket ändrades under denna tid. Bland annat minskade SJ:s linjenät från 14 694 km till 12 026 km och antalet anställda från 68 000 till 15 000. Dessutom ökade även godstrafiken explosionsartat och ångloken ersattes med ellok samt diesellok.
Enligt Per Nyström övervägde Assar Gabrielsson att utse Erik Upmark till sin efterträdare som chef för AB Volvo.

## Familj
Upmark var son till överste Johan Upmark och Jenny Dahlberg samt brorson till Gustaf Upmark. Upmark gifte sig 1928 med Maja Erhardt.